# Mất tháng 12 năm 2011
Dưới đây là danh sách những cái chết đáng chú ý trong tháng 12 năm năm 2011.

## Tháng 12 năm 2011

### 31
- Murray Barnes, 57, cầu thủ Australia.  Lưu trữ ngày 5 tháng 2 năm 2012 tại Wayback Machine
- Glenn Lord, 80, biên tập viên Mỹ.  Lưu trữ ngày 14 tháng 2 năm 2012 tại Wayback Machine
- Jerzy Kluger, 92, doanh nhân Ba Lan, bệnh viêng cuống phổi.
- Milton Wong, 72, doanh nhân Canadian, ung thư tụy.  Lưu trữ ngày 28 tháng 1 năm 2012 tại Wayback Machine

### 30
- Dezső Garas, 77, diễn viên Hungary.  Lưu trữ ngày 21 tháng 2 năm 2015 tại Wayback Machine
- Muhammad Hamidullah Khan, 74, chính trị gia Bangladesh.
- Kim Geun-tae, 64, chính trị gia Hàn Quốc, bệnh não.
- Ricardo Legorreta, 80, kiến trúc sư Mexico.  Lưu trữ ngày 7 tháng 8 năm 2020 tại archive.today (tiếng Tây Ban Nha)
- Vasily Starodubtsev, 80, chính trị gia Nga.
- Mirko Tremaglia, 85, chính trị gia Ý.

### 29
- Aamir Hayat Khan Rokhri, 55, chính trị gia Pakistan, nhồi máu cơ tim.
- Tyron Perez, 26, diễn viên Philippines, bị bắn.
- Amichand Rajbansi, 69, chính trị gia Nam Phi.

### 28
- Don Mueller, 84, cầu thủ bóng chày Mỹ.
- Kaye Stevens, 79, ca sĩ, diễn viên Mỹ, ung thư vú và nghẽn mạch máu.  Lưu trữ ngày 12 tháng 1 năm 2012 tại Wayback Machine
- Teruo Sugihara, 74, golf thủ Nhật, ung thư tuyến tiền liệt.

### 27
- Catê, 38, cầu thủ Brazil, tai nạn ô tô.
- Julia Sampson Hayward, 77, vận động viên quần vợt Mỹ.
- Ante Čedo Martinić, 51, diễn viên Croatia (Ruža vjetrova), ung thư.  (Croatian)
- Dennis Utter, 72, chính trị gia Hoa Kỳ. [liên kết hỏng]

### 26
- Pedro Armendáriz, Jr., 71, diễn viên Mexico, ung thư.  Lưu trữ ngày 3 tháng 1 năm 2013 tại archive.today
- Sarekoppa Bangarappa, 79, chính trị gia Ấn Độ.
- Fred Fono, 49, chính trị gia Quần đảo Solomon.  Lưu trữ ngày 16 tháng 6 năm 2012 tại Wayback Machine

### 25
- Giorgio Bocca, 91, nhà báo, người viết luận Ý.  (tiếng Ý)
- Sue Carroll, 58, nhà báo Anh, ung thư tụy.
- Gideon Doron, 66, nhà khoa học chính trị Israel, lãnh đạo HaYisraelim.  (tiếng Hebrew)
- Satyadev Dubey, 75, diễn viên, đạo diễn, nhà viết kịch bản Ấn Độ.  Lưu trữ ngày 3 tháng 1 năm 2013 tại archive.today

### 24
- Sergio Buso, 61, cầu thủ bóng đá Ý.
- Johannes Heesters, 108, diễn viên, ca sĩ Hà Lan, đột quỵ.  Lưu trữ ngày 23 tháng 4 năm 2013 tại Wayback Machine
- Zsuzsi Mary, 64, ca sĩ nhạc pop Hungary, tự sát.  (tiếng Hungary)
- Vitaly Tseshkovsky, 67, đại kiện tướng cờ vua Nga.  Lưu trữ ngày 20 tháng 1 năm 2013 tại Wayback Machine (tiếng Nga)

### 23
- Cees van Dongen, 79, tay đua motor Hà Lan.  (tiếng Hà Lan)
- Bill Klatt, 64, cầu thủ khúc côn cầu trên băng Mỹ (Minnesota Fighting Saints), bệnh bạch cầu.
- Aydın Menderes, 65, chính trị gia Thổ Nhĩ Kỳ, con trai của Adnan Menderes.  Lưu trữ ngày 12 tháng 1 năm 2012 tại Wayback Machine
- Abdur Razzaq, 69, chính trị gia Bangladesh.  Lưu trữ ngày 28 tháng 5 năm 2012 tại Wayback Machine

### 22
- Richard Bessière, 88, tác gia Pháp.  (French)
- Bettye Danoff, 88, golf thủ Mỹ, thành viên sáng lập LPGA.  Lưu trữ ngày 13 tháng 1 năm 2012 tại Wayback Machine
- Vasant Ranjane, 74, cầu thủ cricket Ấn Độ.
- Marion Segal Freed, 77, nhà sản xuất phim, nhà biên tập, người viết kịch bản Mỹ.

### 21
- Robert Simons, 89, cầu thủ cricket Anh (Hertfordshire). [liên kết hỏng]
- Roberto Szidon, 70, nhạc công piano cổ điển Brazil, nhồi máu cơ tim.  (tiếng Bồ Đào Nha)
- Umanosuke Ueda, 71, đô vật chuyên nghiệp, diễn viên Nhật, suy đường hô hấp.  (tiếng Nhật)
- Jean-Pierre Urkia, 93, giám mục sinh tại Pháp.

### 20
- Hana Andronikova, 44, nhà viết kịch Séc, ung thư.
- Iván Heyn, 34, nhà kinh tế học, chính trị gia Argentina.
- Yoshimitsu Morita, 61, đạo diễn phim người Nhật (The Family Game), suy gan cấp.
- Tushar Ranganath, 37, đạo diễn phim người Ấn Độ (Gulama), nhồi máu cơ tim.  Lưu trữ ngày 11 tháng 1 năm 2012 tại Wayback Machine
- Václav Zítek, 79, ca sĩ opera Séc.

### 19
- Luciano Magistrelli, 73, cầu thủ Ý  (tiếng Ý)
- Héctor Núñez, 75, cầu thủ Uruguay, bệnh kéo dài.  (tiếng Tây Ban Nha)
- Horst-Eberhard Richter, 88, nhà phân tâm học, triết gia xã hội, lãnh đạo phong trào hòa bình người Đức Lưu trữ ngày 13 tháng 1 năm 2012 tại Wayback Machine (tiếng Đức)

### 18
- Alice Glenn, 90, chính trị gia Ireland.
- Václav Havel, 75 tuổi, nhà văn, nhà viết kịch Séc, tổng thống Tiệp Khắc cuối cùng và tổng thống Séc đầu tiên.
- Ralph MacDonald, 67, người viết bài hát Mỹ.
- Don Sharp, 89, đạo diễn phim Anh sinh tại Australia.

### 17
- Sérgio Britto, 88, diễn viên Brazil, suy tim. [liên kết hỏng] (tiếng Bồ Đào Nha)
- Cesária Évora, 70, ca sĩ Cape Verdean, suy tim.
- Kim Chính Nhật, 69 tuổi, tổng bí thư đảng Lao động Triều Tiên, Ủy viên trưởng Hội đồng Quốc phòng Triều Tiên.
- Cesária Évora, 70 tuổi, nữ danh ca người Cabo Verde.

### 16
- Chubee Kagita, 54, chính trị gia Nhật, suy tim.  (tiếng Nhật)
- Khadzhimurad Kamalov, 46, nhà báo Nga, bị bắn.  (tiếng Nga)
- Mark Kopytman, 82, nhà soạn nhạc Israel.  Lưu trữ ngày 20 tháng 7 năm 2014 tại Wayback Machine (tiếng Hebrew)
- Bert Muhly, 88, chính trị gia Mỹ, suy tim.
- Slim Dunkin, 24, rapper Mỹ (1017 Brick Squad), bị bắn.  Lưu trữ ngày 6 tháng 1 năm 2012 tại Wayback Machine

### 15
- Graham Booth, 71, chính trị gia Anh.  Lưu trữ ngày 17 tháng 12 năm 2011 tại Wayback Machine
- Christopher Hitchens, 62, nhà văn, nhà bình luận Anh (God Is Not Great), ung thư thực quản.
- Guy Ignolin, 75, tay đua xe đạp chyên nghiệp Pháp.  (tiếng Pháp)
- Mario Tovar González, 78, vận động viên đấu vật Mexico, biến chứng đường hô hấp.  (tiếng Tây Ban Nha)

### 14
- Boris Chertok, 99, nhà thiết kế tên lửa Nga sinh tại Ba Lan.  (tiếng Nga)
- Mark Francis Schmitt, 88, giám mục Mỹ.
- Billie Jo Spears, 74, ca sĩ nhạc đồng quê Mỹ ("Blanket on the Ground"), ung thư.

### 13
- Juan Calderón, 75, nhà báo Mexico.  Lưu trữ ngày 8 tháng 1 năm 2012 tại Wayback Machine (tiếng Tây Ban Nha)
- Kabir Chowdhury, 88, nhà văn Bangladesh.
- Russell Hoban, 86, nhà văn Mỹ.
- Park Tae Joon, 84, doanh nhân Hàn Quốc, bệnh phổi.
- Klaus-Dieter Sieloff, 69, cầu thủ Đức.  (tiếng Đức)

### 12
- Sunday Bada, 42, vận động viên điền kinh Nigeria.  Lưu trữ ngày 6 tháng 1 năm 2012 tại Wayback Machine
- Predrag Ćeramilac, 67, diễn viên Serbia, tự sát.  (tiếng Croatia)
- Alberto de Mendoza, 88, diễn viên Argentina.  Lưu trữ ngày 25 tháng 1 năm 2012 tại Wayback Machine
- Mălina Olinescu, 37, ca sĩ Rumani (Eurovision Song Contest 1998), tự sát.  (tiếng Rumani)

### 11
- Ahmed Bahgat, 79, nhà văn, nhà báo Ai Cập.
- Rodolfo Bottino, 52, diễn viên Brazil.  Lưu trữ ngày 9 tháng 1 năm 2012 tại Wayback Machine (tiếng Bồ Đào Nha)
- Phillip Cottrell, 43, nhà báo Scotland (BBC Scotland, Radio New Zealand).
- Hans Heinz Holz, 84, triết gia Mác-xít Đức.  (tiếng Đức)

### 10
- Cary D. Allred, 64, chính trị gia Mỹ.
- Hamilton Bobby, 44, cầu thủ Ấn Độ.
- Vida Jerman, 72, diễn viên Croatia, ung thư phổi.  (tiếng Croatia)
- Karryl Smith, rapper Mỹ (The Conscious Daughters).  Lưu trữ ngày 7 tháng 1 năm 2012 tại Wayback Machine

### 9
- Davida Karol, 94, diễn viên Israel.  (tiếng Hebrew)
- Len Phillips, 89, cầu thủ Anh.  Lưu trữ ngày 6 tháng 4 năm 2012 tại Wayback Machine
- Myra Taylor, 94, ca sĩ nhạc jazz Mỹ.

### 8
- Minoru Miki, 81, nhà soạn nhạc Nhật.  Lưu trữ ngày 21 tháng 12 năm 2011 tại Wayback Machine (tiếng Nhật)
- Andrew Pataki, 84, giám mục Mỹ.
- Nakdimon Rogel, 86, nhà báo Israel.
- Roman Simakov, 27, boxer Nga.  Lưu trữ ngày 6 tháng 1 năm 2012 tại Wayback Machine

### 7
- Josip Barković, 94, nhà văn Croatia.  Lưu trữ ngày 6 tháng 1 năm 2012 tại Wayback Machine (tiếng Croatia)
- Peter Croker, 89, cầu thủ Anh.  Lưu trữ ngày 28 tháng 1 năm 2012 tại Wayback Machine
- Đơn Dương, 54, diễn viên Mỹ gốc Việt (We Were Soldiers), biến chứng từ phẫu thuật sau đột quỵ.  Lưu trữ ngày 8 tháng 1 năm 2012 tại Wayback Machine
- Harry Morgan, 96, diễn viên Mỹ.

### 6
- Dobie Gray, 71, ca sĩ Mỹ ("The 'In' Crowd", "Drift Away").  Lưu trữ ngày 10 tháng 2 năm 2013 tại Wayback Machine
- Paul Ramírez, 25, cầu thủ Venezuela, đột quỵ.  (tiếng Tây Ban Nha)
- Lawrie Tierney, 52, cầu thủ Scotland.  Lưu trữ ngày 13 tháng 1 năm 2012 tại Wayback Machine

### 5
- Gennady Logofet, 69, cầu thủ Nga.  (tiếng Nga)
- Joe Lonnett, 84, cầu thủ bóng chày Mỹ.  Lưu trữ ngày 7 tháng 9 năm 2012 tại archive.today
- Darrell K. Sweet, 77, nghệ sĩ Mỹ.  Lưu trữ ngày 11 tháng 1 năm 2012 tại Wayback Machine
- Violetta Villas, 73, ca sĩ, diễn viên người Ba Lan.  (tiếng Ba Lan)

### 4
- Ambika Charan Choudhury, 81, nhà văn Ấn Độ.
- Adam Hanuszkiewicz, 87, diễn viên Ba Lan.  Lưu trữ ngày 8 tháng 1 năm 2012 tại Wayback Machine (tiếng Ba Lan)
- Alamein Kopu, 68, chính trị gia New Zealand. [liên kết hỏng]
- Andrey Tverdokhlebov, 70, nhà bất đồng chính kiến Xô viết.  (tiếng Nga)

### 3
- Dev Anand, 88, diễn viên Ấn Độ (Ziddi), tim ngừng đập.  Lưu trữ ngày 5 tháng 12 năm 2011 tại Wayback Machine
- Louky Bersianik, 81, tiểu thuyết gia Canadia.  Lưu trữ ngày 19 tháng 7 năm 2012 tại archive.today (tiếng Pháp)
- Philip "Fatis" Burrell, 57, nhà sản xuất thu âm Jamaica, đột quỵ.
- Julia Marichal, 67, Mexican actress. [liên kết hỏng] (thi thẻ được tìm thấy ngày này)

### 2
- Branimir Koštan, 32, DJ Croatia, ung thư.  (tiếng Croatia)
- Christopher Logue, 85, nhà thơ Anh.
- Artur Quaresma, 94, cầu thủ Bồ Đào Nha.  (tiếng Bồ Đào Nha)
- Patrick Sheridan, 89, giám mục Mỹ.
- Howard Tate, 72, ca sĩ nhạc soul Mỹ.

### 1
- Mamoru Uchiyama, 62, họa sĩ manga Nhật (The Ultraman).  (tiếng Nhật)
- Hippolyte van den Bosch, 85, cầu thủ bóng đá Bỉ.  (tiếng Hà Lan)
- Christa Wolf, 82, nhà văn Đức.  Lưu trữ ngày 11 tháng 12 năm 2018 tại Wayback Machine